# Takahama, Aichi

Takahama (高浜市 Takahama-shi?) este un municipiu din Japonia, prefectura Aichi.